# Cyphodynerus kimberleyensis
Cyphodynerus kimberleyensis är en stekelart som beskrevs av Giordani Soika 1985. Cyphodynerus kimberleyensis ingår i släktet Cyphodynerus och familjen Eumenidae. Utöver nominatformen finns också underarten C. k. occidentalis.